# اسپکتر (کمیک)
اسپکتر (به انگلیسی: Spectre) عنوانی است که به چندین شخصیت خیالی ابرقهرمان در کتاب‌های کامیک آمریکایی منتشر شده توسط دی‌سی کامیکس گفته می‌شود. شخصیت اسپکتر توسط جری سیگل و برنارد بیلی خلق شده‌است؛ که برای نخستین بار در شمارهٔ ۵۲ از گلچین ادبی مور فان کامیکس (فوریه ۱۹۴۰) حضور پیدا کرد. اسپکتر مخلوقی فراطبیعی و بدون حد و مرز است که مأموریتش رها کردن خشم و غضب خدا بر انسان‌های شرور است. اما اسپکتر اولین تجسم از خشم خدا محسوب نمی‌شد و جایگزینی برای دیگر شخصیت سابق دی‌سی اکلیپسو است، که دیگر شایستهٔ خشم خدا نبود. اسپکتر کسی است که مسئول نابودی سدوم و عموره، و همچنین ده طاعون مصر، شکافتن دریای سرخ و لرزش دیوار اریحا می‌باشد.
اسپکتر سابقاً فرشته‌ای مغضوب به نام اَزتور بود که عملکرد او با استفاده از فردی فانی به عنوان میزبان صورت می‌پذیرفت. او همیشه به روح انسان‌های فوت شده وابسته است، و تا عصر جدید تنها چهار انسان به اسپکتر محدود شده‌اند که شامل: جیم کوریگان، مادام زندو، هال جردن، گرین ارو و کریسپوس آلن هستند. او یکی از قدرتمندترین جادوگران و اجرام کیهانی در تمام دنیای دی‌سی به‌شمار می‌رود که توانایی مبارزه با دشمنانی جهانی همچون آنتی-مانیتور و پرالکس را دارد.

## توانایی‌ها و قدرت‌ها
اسپکتر یکی از قدرتمندترین جادوگران و اجرام کیهانی در تمام دنیای دی‌سی به‌شمار می‌رود. درحالی که قدرت او بدون کنترل و تقریباً نامحدود است، و حتی قادر به در هم شکستن جهان می‌باشد، اما اغلب قدرت‌های او توسط پرزنس، برای جلوگیری از تأثیرات مخرب بر روی میزبان‌هایش، به سطح پایین‌ترین محدود می‌شد.
اسپکتر شاهکارهای برجسته‌ای هم با انسان میزبان خود یا بدون آن از خود نشان داده‌است. از برخی از این کارهای برجسته همراه با میزبان اما نه محدود به آن می‌توان به شکست پرالکس (او به اندازه‌ای قدرتمند بود که می‌توانست بخش اعظمی از فرضیه چندجهانی پیش از بحران را بازیابی کند)، احضار انرژی‌های الهی از صدها دنیا به منظور برخورد با کودکی که توسط روحی خبیث تسخیر شده بود، به راحتی خود را به شکل مانع چندبعدی درآورد که از برخورد دو جهان با یکدیگر جلوگیری کند و در نهایت غلبه بر روح خبیث قدرتمندی در انحراف واقعیت و شکست او در سرزمین جهنم اشاره کرد. از شاهکارهای برجسته او بدون داشتن میزبان نیز می‌توان به شکست آسان شخصیت صاعقه (مخلوقی پنج‌بعدی)، از بین بردن فرمانروای نظم و آشوب با کمترین مشکل و از همه مهم‌تر تضعیف قدرت مستر میکسیزپیتلیک بود، که در آن زمان به اندازه‌ای قدرتمند بود که به راحتی قادر به از بین بردن فرضیه چندجهانی بود.
از آنجایی که اسپکتر تقریباً قادر مطلق است، دسترسی به هر قدرتی برایش امکان‌پذیر است، به‌طور مثال او با گفتن کلمهٔ شزم، شخصیت کاپیتان مارول را به بیلی بتسون تبدیل کرد. از دیگر توانایی‌های او می‌توان به پرواز، لمس‌ناپذیری، نامرئی شدن، دورجنبی، دورآگاهی، دگرپیکری، تغییر اندازه، اجرای وهم و انحراف واقعیت اشاره کرد. اما او قادر به اجرای جادو و توانایی‌های بسیار پیچیده‌تر و قدرتمندتر از جمله سفر میان بعدها و جهان‌های مختلف، افزایش اندام اختری خود به اندازه‌ای حتی بزرگتر از منظومه خورشیدی، تغییر آب‌وهوا، جذب و تخلیه نیروی حیات و کنترل جاذبه و چگالی نیز می‌باشد.

### نقاط ضعف
اسپکتر را می‌توان به‌وسیلهٔٔ نیروهای جادویی (به اندازه زیاد و کافی) از بین برد، که از مهم‌ترین آن‌ها می‌توان به نیزه سرنوشت (همچنین تحت نام نیزه مقدس) یا اکلیپسو در بهترین حالت قدرتش اشاره کرد. به‌واسطهٔ محدودیت‌های الهی، پرزنس قادر است محدودیت‌هایی برای توانایی او تحمیل کند.
در دنیای دی‌سی خط قرمزهای خاصی وجود دارند که حتی اسپکتر نیز نباید از آن‌ها عبور کند. اما اگر از آن‌ها عبور کند، با مجازاتی از طرف پرزنس مواجه خواهد شد.
اسپکتر دارای یکی از نیرومندترین قدرت جادویی خلقت است، اما مدیریت و اداره قدرت او وابسته به میزبانش است. زمانی که اسپکتر ظاهری شبیه به انسان برای جیم کوریگان خلق می‌کند، کوریگان تمایل بازگشت به انسانیت داشت و به صورت ناخودآگاه قدرت خود را تقسیم نمود. در نتیجه این اتفاق اگر آن دو در ظرف ۴۸ ساعت، با یکدیگر پیوند دوباره نداشته باشند، روح کوریگان نابود خواهد شد و اسپکتر بدون میزبان باقی خواهد ماند.